# Matias Bredahl Reedtz
Matias Bredahl Reedtz født 18. april 1987 i København, er en dansk atlet.
Reedtz var frem til 2006 i Trongårdens IF og er nu medlem af Københavns IF. Hans største merit er en bronzemedalje på 800 meter ved DM-inde 2009 samt en guldmedalje på 4x400 meter i 2007. Han har repræsenteret Danmark ved Universiaden på 800 meter i Beograd 2009 samt i Shenzhen 2011. Derudover har han løbet for Danmark' 4x400 meter stafethold ved U23EM i Kaunas i 2009.
Reedtz er matematisk student fra Østre Borgerdyd Gymnasium i 2006 og påbegyndte to år senere uddannelsen til bygningskonstruktør på Københavns Erhvervsakademi.
Hans mor Dorthe Reedtz født 1955 vandt det danske holdmesterskab i atletik.

## Danske mesterskaber
- Guld 2013 4 x 400 meter
- Bronze 2010 4 x 400 meter
- Bronze 2009 800 meter inde
- Sølv 2008 4 x 400 meter
- Guld 2007 4 x 400 meter
- Guld 2007 4 x 200 meter inde
- Bronze 2006 1000 meter stafet

## Personlige rekorder
- 400 meter: 50,06 2009
- 800 meter: 1.52.23 2009